# Sfinge (film)
Sfinge (Sphinx) è un film del 1981 diretto da Franklin J. Schaffner e tratto dal romanzo L'ombra del faraone di Robin Cook.

## Trama
La giovane egittologa statunitense Erica Baron giunge in Egitto per studiare un papiro dell'architetto egizio Meneptha. Un giorno, mentre si trova nella bottega dell'anziano Abdu-Hamdi, la donna stringe amicizia col proprietario, il quale le mostra una preziosa statua d'oro del faraone Seti I. Poco dopo l'uomo viene barbaramente ucciso e la statua rubata. Erica si mette sulle tracce della statua e si ritrova coinvolta in una serie di delitti.

## Produzione
Il film è stato diretto da Franklin J. Schaffner su una sceneggiatura di John Byrum con il soggetto di Robin Cook (autore del romanzo). È stato prodotto da Stanley O'Toole e Ariel Levy, quest'ultimo non accreditato, per la Warner Bros., e girato a Budapest in Ungheria (interni) e al Cairo e Luxor in Egitto.
Jill Clayburgh venne inizialmente pensata per il ruolo di Erica Baron, ma l'attrice non volle interpretarlo. Rutger Hauer venne inizialmente pensato per il ruolo di Khazzan.

## Promozione
La tagline è: "Beyond the sealed door was the last undiscovered treasure in Egypt - And it's all hers - IF SHE CAN GET OUT ALIVE.".

## Distribuzione
Il film è stato distribuito negli Stati Uniti dall'11 febbraio 1981 al cinema dalla Orion Pictures Corporation con il titolo Sphinx. Il film inoltre è stato distribuito:  in Giappone il 4 aprile 1981; in Australia il 9 aprile 1981; in Danimarca il 26 giugno 1981 (Cairo-mysteriet); in Francia il 1º luglio 1981; in Finlandia il 14 agosto 1981 (Sfinksi); in Germania Ovest il 10 settembre 1981 (Der Fluch der Sphinx); in Portogallo il 15 ottobre 1981 (A Esfinge); in Turchia nel settembre del 1982 (Ölüm piramidi); in Grecia (I katara tis Sfingas); in Spagna (La esfinge); in Ungheria (Szfinx); in Italia (Sfinge)
In Italia il film è stato trasmesso in prima visione televisiva il 6 novembre 1986 su Rete 4.

## Accoglienza

### Critica
Secondo il Morandini è un "mediocre film d'avventure esotiche in salsa gialla". Secondo Leonard Maltin il film soffre di una "orribile sceneggiatura e performance da mummie" ma vanta "eccezionali scenari egiziani".